# Johan Gunnar Andersson
Johan Gunnar Andersson (Knista, 1874. július 3. – Stockholm, 1960. október 29.; kínai neve pinjin hangsúlyjelekkel: Ān Tèshēng; magyar népszerű: An Tö-seng; kínaiul: 安特生) svéd régész, paleontológos, geológus, sinológus.

## Élete, munkássága
Andersson tanulmányait az Uppsalai Egyetemen végezte, majd 1901 és 1903 között részt vett a svéd antarktiszi expedíción. 1914-ben a bányászati szakértőként Kínába utazott a kínai kormány felkérésére. A geológiai feltárások mellett részt vett a kínai geológusok első nemzedékének képzésében is. A munkálatok során kisebb földtani és őslénytani feltárásokat is végzett. Ezt követően több ízben járt Kínában, mígnem 1926-ban két emberi fogat talált, amelyről később bebizonyosodott, hogy a pekingi emberhez tartoztak.
Kínai kollégáival együttműködve 1921-ben a közép-kínai Honan tartományban feltárt egy neolitkori települést, amely később a Jangsao-kultúra néven vált ismertté. 1923–1924-ben további feltárásokban vett részt Kanszu és Csinghaj tartományokban. Régészeti eredményeiről az 1929-ben általa alapított Bulletin of the Museum of Far Eastern Antiquities szakfolyóiratban számolt be. 1926-ban ő alapította Stockholmban a Távol-keleti Régészeti Múzeumot (Museum of Far Eastern Antiquities), a Kelet-ázsiai Múzeum (Östasiatiska museet) elődjét is, amelynek első igazgatója lett. Helyét 1939-ben a híres svéd sinológus, Bernhard Karlgren vette át. A Kanszu tartományban végezett régészeti feltárásairól szóló tudósításáért 1927-ben Stanislas Julien-díjjal jutalmazták.

## Fordítás
- Ez a szócikk részben vagy egészben  a   Johan Gunnar Andersson című angol Wikipédia-szócikk ezen változatának fordításán alapul.  Az eredeti cikk szerkesztőit annak laptörténete sorolja fel. Ez a jelzés csupán a megfogalmazás eredetét és a szerzői jogokat jelzi, nem szolgál a cikkben szereplő információk forrásmegjelöléseként.